# 林月琴 (中華人民共和國)

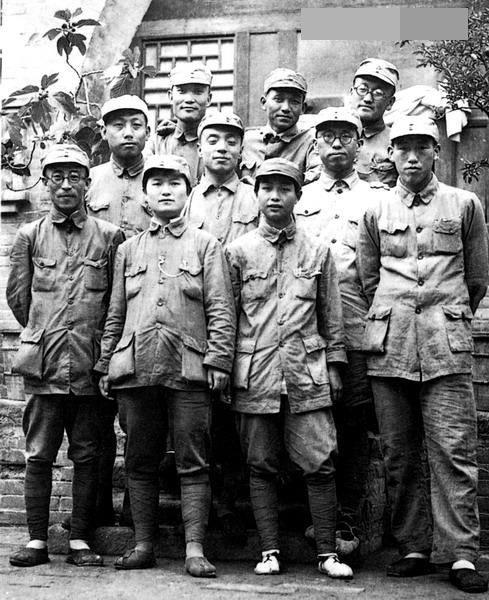
林月琴（前排左三）

林月琴（1914年1月18日—2003年11月22日），原名林英琴，中国人民解放军將領，安徽省金寨县人，中华人民共和国元帅罗荣桓的夫人。1955年被授予大校军衔，是当时中国人民解放军唯一女大校（1955年唯一女大校是毛诚，林月琴是1961年授大校）。

## 生平
林月琴的老家在安徽省金寨县城以西的南溪。她的父亲林维尹是中国共产党的地下工作者。1929年，林月琴参加了中国共产党组织的妇女运动讲习班。妇女运动讲习班领导人是王明的妹妹陈觉民，是林月琴参加中国共产党革命的启蒙者和引路人。林月琴在陈觉民的影响下，加入了中国共产主义青年团。1931年初冬，林月琴参加了红二十五军七十三师在金寨县麻埠镇建立的缝纫兵工厂。
1932年9月下旬，红军在金寨的主力部隊被卫立煌領導国民革命军击败，撤离。林月琴追随红军，被红二十五军七十三师政治部宣传队收留。1936年10月，由青年团员转为中国共产党党员，12月，调中共中央妇女部。
1952年－1955年担任北京市十一学校校长（首任）。
1961年授大校衔，是第四个女大校【解放军首次军衔十年（1955-1965）只有三位女大校：毛诚1955，肖月华1960，林月琴1961】。

## 家庭
1937年5月，与罗荣桓结婚。不久，已传牺牲的前夫吴先恩，回到延安，两人妥善处理了关系。